# Шорыгин, Олег Павлович
Олег Павлович Шорыгин (род. 23 августа 1931) — советский и российский физик, специалист по гидродинамике. Лауреат Государственной премии СССР.

## Биография
Отец — Шорыгин, Павел Полиевктович. Брат — Шорыгин, Пётр Павлович (1911—2009).
Окончил физический факультет МГУ (1955).
Трудится в ЦАГИ, на 2021 г. — главный научный сотрудник отделения гидродинамики и промышленной аэродинамики ЦАГИ.
По совместительству преподавал в МФТИ.

## Труды
Автор фундаментальных теоретических и экспериментальных исследований по проблемам входа тел в жидкость и нестационарного глиссирования твёрдых и упругих тел. Научное открытие в области гидродинамики (1982).
Участник создания объектов военно-морской техники (4К-18, Д-4, «Синева», «Вихрь», «Вьюга», «Водопад», «Медведка», «Ветер», «Дамба», «Булава-30», «Шквал», «Фурнитура-М» и др.).

## Из библиографии
- Гидродинамика и динамика высокоскоростного движения тел в жидкости [Текст] : Посвящается 95-летию Центрального аэрогидродинамического института имени профессора Н. Е. Жуковского и 100-летию со дня рождения академика Георгия Владимировича Логвиновича / В. Т. Грумондз, Ю. Ф. Журавлёв, Э. В. Парышев, В. П. Соколянский, О. П. Шорыгин.; отв. ред. В. Т. Грумондз] ; Центр. аэрогидродинамический ин-т им. Н. Е. Жуковского (ЦАГИ). — Москва : Наука, 2013. — 573, [1] с., [8] л. цв. ил. : ил., портр., табл.; 25 см; ISBN 978-5-02-038480-4[2]

## Учёные степени и звания
Доктор технических наук (1985).

## Преподавание
Профессор кафедры ТиПА (Теоретическая и прикладная аэрогидромеханика) МФТИ, читал курс «Гидродинамика скоростных транспортных средств».

## Награды и премии
- Государственная премия СССР 1978 года (скоростная гидродинамика объектов вооружений, 4К75 — подводный старт).
- Премия имени Н. Е. Жуковского (2005) (гидродинамика перспективных скоростных подводных аппаратов).
- Премия имени Н. Е. Жуковского (2013) за коллективную монографию «Гидродинамика и динамика высокоскоростного движения тел в жидкости»[3].
- Премия им. академика А. Д. Надирадзе (2002) («Булава-30»).